# Смалининкайское староство
Смалининкайское староство (лит. Smalininkų seniūnija) — одно из 12 староств Юрбаркского района, Таурагского уезда Литвы. Административный центр — город Смалининкай.

## География
Расположено в Каршувской низменности, на западе Литвы, в юго-западной части Юрбаркского района.
Граничит с Юрбаркайским староством на севере и востоке, Вешвильским — на западе, и Краснознаменским районом Калининградской области России — на юге.

## Население
Смалининкайское староство включает в себя город Смалининкай, 7 деревень и 3 хутора.